# Pascal Müller (Nordischer Kombinierer)
Pascal Müller (* 17. Juli 2001) ist ein Schweizer Nordischer Kombinierer.

## Werdegang
Müller, der für den Skiclub Einsiedeln startet, sprang im Alter von acht Jahren erstmals von der kleinsten Schanze in Einsiedeln. Bis 2021 nahm er sowohl an Skisprungwettbewerben als auch an Rennen in der Nordischen Kombination teil. Er wurde 2015 gemeinsam mit Tobias Birchler, Andreas Schuler und Pascal Kälin  Schweizer Meister im Teamspringen. Bei den Nordischen Junioren-Skiweltmeisterschaften 2018 in Kandersteg lief Müller auf den 49. Platz im Gundersen Einzel über 10 Kilometer. Im Sprint erreichte er den 39. Platz. Zwei Jahre später belegte er Rang 41 im Einzelrennen der Nordischen Junioren-Skiweltmeisterschaften in Oberwiesenthal. Am 15. Januar 2021 debütierte Müller in Klingenthal im Continental Cup, verpasste aber wie in den folgenden Wochen die Punkteränge. Bei den Nordischen Junioren-Skiweltmeisterschaften 2021 in Lahti erreichte Müller den 28. Platz im Einzel. Im Sommer 2021 startete Müller erstmals im Grand Prix, der höchsten Wettkampfserie im Sommer.
Zum Auftakt in den Winter 2021/22 wurde Müller in Nischni Tagil 18. und Sechster, womit er erstmals die Punkteränge im Continental Cup erreichte. Am 15. Januar 2022 belegte er in Klingenthal bei seinem Weltcup-Debüt den 47. Platz. Auch bei seinen Teilnahmen an Weltcup-Rennen in der Saison 2022/23 konnte er keine Punkte gewinnen. Nur in der Sprungwertung verzeichnete er einen Punkt.
Im Sommer 2023 ist Swiss-Ski in der Nordischen Kombination eine Kooperation mit dem Deutschen Skiverband eingegangen, sodass Müller unter der Leitung von DSV-Bundestrainer Eric Frenzel und Constantin Kreiselmeyer einen Grossteil seiner Vorbereitung absolvierte und auch während der Saison mit dem deutschen Team reiste. Bei den Deutschen Meisterschaften 2023 in Klingenthal belegte Müller den 14. Platz. Beim Auftaktwochenende des Weltcups 2023/24 in Ruka lief Müller am zweiten Wettkampftag auf den 39. Platz und gewann erstmals Weltcuppunkte. Als zuvor letztem Schweizer war dies Tim Hug im März 2019 gelungen. Im weiteren Saisonverlauf nahm er vereinzelt an COC-Rennen teil, startete aber vorrangig im Weltcup. Dort erreichte er in Otepää und Lahti zwei weitere Male die Top 40.
Müller wurde beim ersten Wettkampf des Grand Prix 2024 in Tschagguns Siebter. In der Gesamtwertung belegte er den 13. Platz. Im Oktober riss sich Müller bei einem Privatunfall den Innenmeniskus und musste operiert werden. Entgegen erster Prognosen kehrte er bereits Anfang Februar 2025 zurück. So ging er bei den Weltcup-Rennen in Otepää an den Start und erreichte an allen drei Wettkampftagen die Punkteränge. Anschließend ist Müller ins Schweizer Aufgebot für die Nordischen Skiweltmeisterschaften 2025 in Trondheim berufen worden. Im Compact-Rennen belegte er Rang 32 und im Gundersen Einzel lief er auf den 28. Platz.

## Privates
Müller besuchte die Berufsfachschule „United School of Sports“ in Zürich.

## Statistik

### Weltcup-Platzierungen
| Saison  | Platz | Punkte |
| ------- | ----- | ------ |
| 2023/24 | 64.   | 011    |
| 2024/25 | 56.   | 032    |

### Continental-Cup-Platzierungen
| Saison  | Platz | Punkte |
| ------- | ----- | ------ |
| 2021/22 | 38.   | 102    |
| 2022/23 | 39.   | 051    |
| 2023/24 | 28.   | 211    |